# Aprostocetus westwoodii
Aprostocetus westwoodii är en stekelart som först beskrevs av Etienne Laurent Joseph Hippolyte Boyer de Fonscolombe 1840.  Aprostocetus westwoodii ingår i släktet Aprostocetus och familjen finglanssteklar. Inga underarter finns listade i Catalogue of Life.